# ACE (cable submarino)
Africa Coast to Europe (ACE) es un sistema de cable de telecomunicaciones submarino de fibra óptica que sirve a 24 países de la costa occidental de África y Europa, gestionado por un consorcio de 19 miembros.
El cable ACE conecta a más de 400 millones de personas, ya sea directamente para países costeros o mediante enlaces terrestres para países sin litoral como Mali y Níger. ACE es también el primer cable submarino internacional que aterriza en Guinea Ecuatorial, Gambia, Guinea, Liberia, Mauritania, Santo Tomé y Príncipe y Sierra Leona.
El Consorcio ACE está formado por operadores de telecomunicaciones y países miembros que han invertido en el proyecto total de 700 millones de dólares, a veces con el apoyo financiero del Banco Mundial. El acuerdo de consorcio se firmó el 5 de junio de 2010 y el 15 de diciembre de 2012 se puso en servicio por primera vez este cable de 17 000 km de longitud. La ceremonia de inauguración oficial se celebró en Banjul, Gambia, el 19 de diciembre de 2012.
El cable de 4 a 5 cm de diámetro tiene una capacidad potencial de 12,8 Tbit/s y discurre a unos 6.000 m por debajo del nivel del mar.
Ha sido fabricado por Alcatel Submarine Networks (ASN) y instalado por barcos de ASN y Orange Marine.

## Consorcio ACE
El cable costó a los miembros del consorcio 700 millones de dólares, y está compuesto por los siguientes miembros:
- ACE Gabon
- Bénin ACE GIE
- Cable Consortium of Liberia
- Canalink
- Dolphin Telecom
- Gambia Submarine Cable
- GUILAB SA
- IMT International Mauritania Telecom
- MTN Global Connect
- Orange (France)
- Orange Cameroun
- Orange Côte d'Ivoire
- Orange Mali
- Orange Niger
- Gestor de Infraestructuras de Telecomunicaciones de Guinea Ecuatorial (GITGE)
- SCGB
- Sonatel
- STP Cabo

## Puntos de amarre
Segmento 1
- Francia, Penmarch
- Portugal, Carcavelos
- España, Tenerife
- Mauritania, Nuakchot
- Senegal, Dakar

Segmento 2
- Senegal, Dakar
- Gambia, Banjul
- Guinea-Bisáu, Suro
- Guinea, Conakri
- Sierra Leona, Freetown
- Liberia, Monrovia
- Costa de Marfil, Abiyán

Segmento 3
- Costa de Marfil, Abiyán
- Ghana, Acra
- Benín, Cotonú
- Nigeria, Lagos
- Camerún, Kribi
- Guinea Ecuatorial, Bata
- Gabón, Libreville
- Santo Tomé y Príncipe, Santo Tomé

Segmento 4 (en construcción)
- Congo
- Angola
- Namibia
- Sudáfrica